# Кревет (филм)
„Кревет“ је југословенски филм из 1984. године. Режирао га је Недељко Деспотовић, а сценарио је писала Биљана Максић.

## Улоге
| Глумац            | Улога |
| ----------------- | ----- |
| Јасмина Аврамовић |       |
| Светислав Гонцић  |       |